# 氣候變化對小島嶼國家的影響

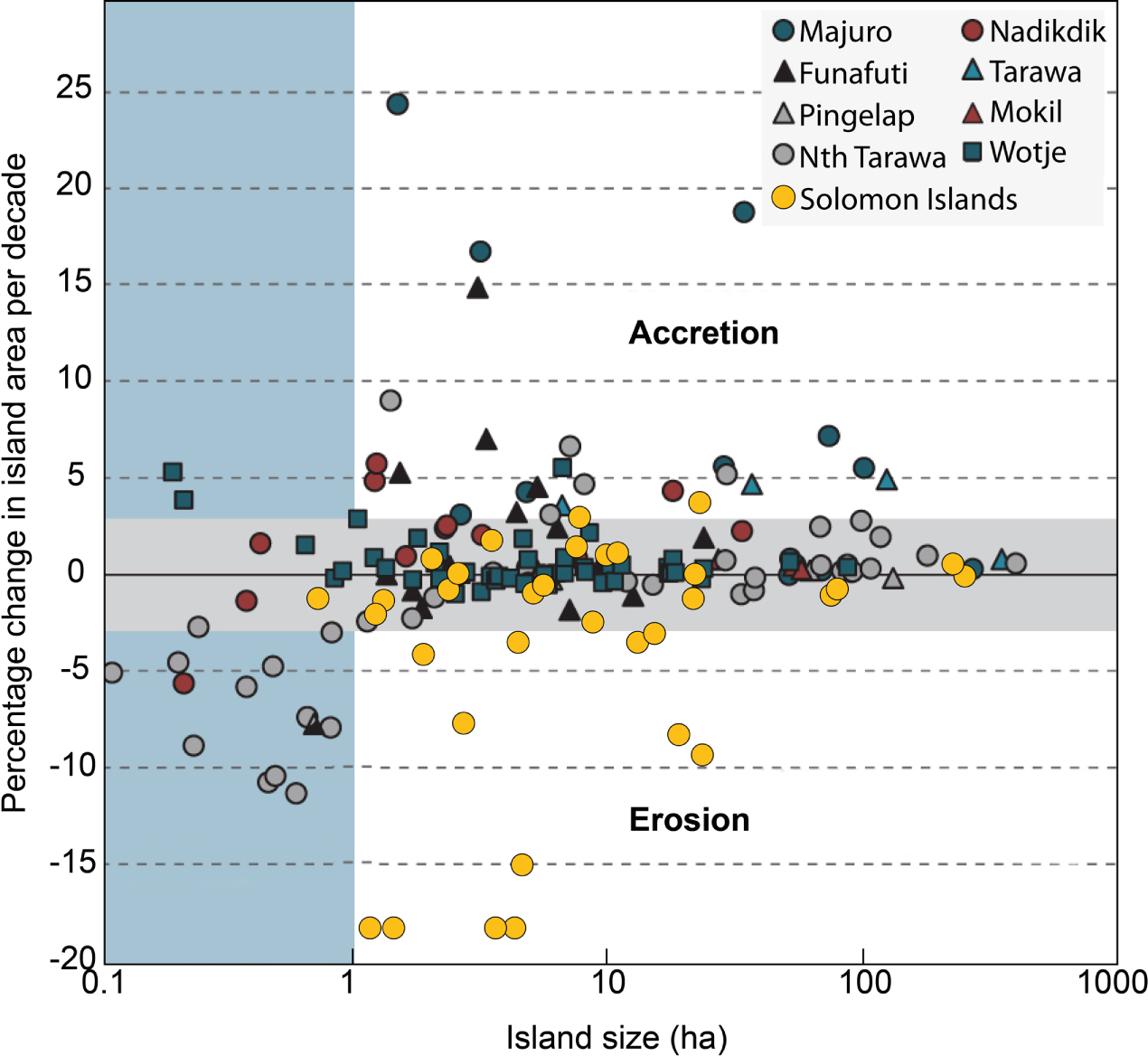
中太平洋中島嶼與所羅門群島的島嶼面積變化。橫軸為島嶼面積（公頃），縱軸為每十年變化百分比，有負號者表示縮小。

氣候變化對小島嶼國家的影響（英語：Effects of climate change on small island countries）將會非常嚴重，主要是因為這些小島國的海岸地勢低窪、陸地面積相對較小，尤其在碰到極端天氣事件的時候更是如此。氣候變化影響中，特別是海平面上升和威力日益強烈的熱帶氣旋，對這些島嶼國家、其居民及文化會造成重大衝擊，並改變其生態系統和自然環境。其中幾個開發中國家（簡稱SIDS）均具有嚴重氣候變化脆弱性|。
當地一些人口稀少的小島缺乏足夠的資源為其設施、居民及自然資源提供保護。島上居民除面臨健康、生計和居住空間的風險之外，往往因經濟資源不足而無法搬遷到他處。位於加勒比地區、太平洋島嶼和馬爾地夫等國家已遭受氣候變化的巨大影響，而須將氣候變化調適作為它們的首要之務。
應對此類環境變化的工作正在進行中，且為多國涉入。由於這些島國自身的脆弱性，同時僅產生有限的溫室氣體排放，其中一些已將倡導氣候變化緩解全球合作作為其外交政策的重點。當地政府在將灰色基礎設施（gray infrastructure，指傳統的污水管理設施，如水溝、管道與滯洪池等）與綠色基礎設施和基於自然的解決方案相結合，以進行如防洪、早期預警、基於自然的解決方案和綜合水管理等領域的相關風險管理，面臨的是艱鉅的任務。截至2022年3月，亞洲開發銀行已承諾提供36.2億美元幫助這些小島嶼開發中國家進行應對氣候變化、交通、能源和健康的相關項目。

## 溫室氣體排放
小島嶼發展中國家溫室氣體排放量在全球的佔比少於1%。根據記錄，它們每年產生的溫室氣體排放總量僅約為292.1至29,096.2公噸二氧化碳當量。

## 對自然環境的影響
預期氣候變化對小島嶼國家產生的影響包含如下：
- 極端天氣事件
- 海平面上升
- 增加對影響的敏感性和暴露程度
- 海岸條件惡化，例如海岸侵蝕與珊瑚白化，對當地經濟資源如漁業及旅遊業造成不利影響
- 海平面上升導致淹水、風暴潮、海岸侵蝕和其他海岸災害（英语：coastal hazard）增加，威脅到支持島嶼社區生計的重要基礎設施、定居點和硬體建設
- 將本已有限的水資源減少，預計到本世紀中葉將不足以應付低降雨期時段中的需求，特別是對那些更小的島嶼（例如加勒比地區和太平洋中者）
- 入侵物種隨著氣溫升高而增加，特別是處於中緯度及高緯度的島嶼

氣候變化和海平面上升會對島國產生許多二次效應。根據美國魚類及野生動物管理局，太平洋島嶼的氣候變化將導致“太平洋上空和海洋表面溫度持續升高，極端天氣事件發生頻率增加，夏季月份降雨量增加，冬季月份降雨量減少”。這將導致許多島國中的小型、分散和孤立的島嶼上的生態系統和生物圈發生明顯的變化。

### 海平面上升
氣候變化造成的主要後果之一是海平面上升。美國國家海洋暨大氣總署（NOAA）估計“自1992年以來，依據新的衛星測高方法（測試海拔）顯示海平面平均上升速度為每年0.12英寸”。同樣的，美國國家航空暨太空總署（NASA）計算出海平面每年平均上升3.41毫米，海平面上升是由海水受熱膨脹、山地冰河融化加上極地冰蓋融化所直接引起。這類變化均為氣候變化導致的全球變暖結果。海平面上升尤其會對地勢低窪的島嶼國家構成威脅，因為海洋正在侵入原本已有限的可居住土地，同時威脅到當地文化。於德國波茨坦大學任教的海洋物理學教授斯特凡·拉姆斯托夫（為聯合國IPCC第四次評估報告主要撰寫者之一）指出，“在我看來，即使將升溫限制在2°C（與第一次工業革命之前的平均溫度比較），仍有一些島國和沿海城市會被淹沒。”
一篇於2015年發表的研究則牴觸海平面上升必然會淹沒島國的說法 - 紐西蘭奧克蘭大學地貌學家保羅·肯奇（Paul Kench）的研究顯示，“珊瑚礁形成的島嶼會隨著沉積物的變動而改變形狀並作移動，其中許多島礁的體積會隨著海平面緩慢上升而在擴大，並非縮小”。與此同時，肯奇表示，“對於那些因人類發展而發生變化的地區，例如吉里巴斯、吐瓦魯和馬爾地夫的首都，其前途則相當黯淡”，因為這些島嶼無法對海平面上升作調適，而受到極大威脅。

## 對島國居民的影響

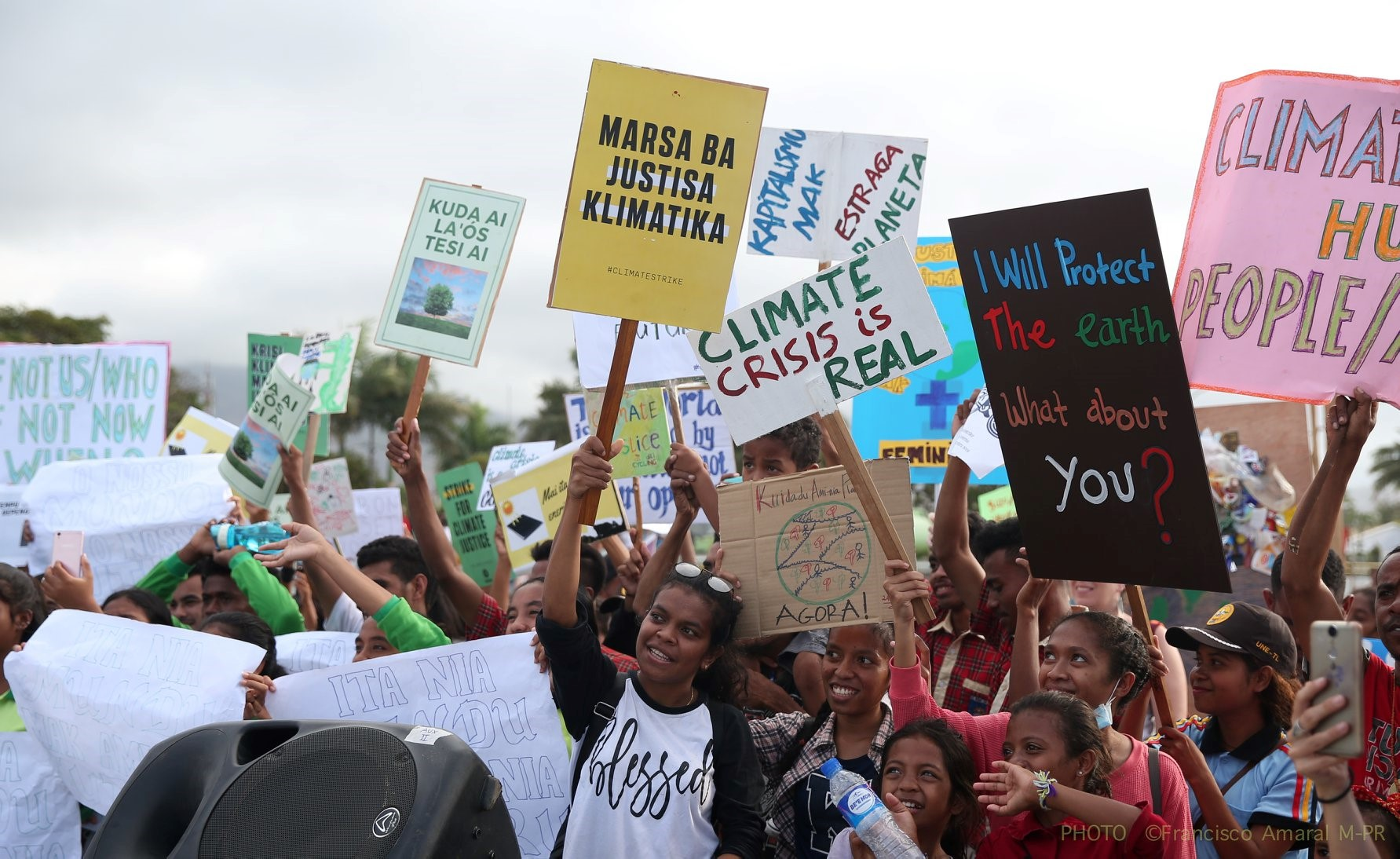
於東帝汶首都狄力，響應2019年9月氣候罷課的人群。

政府間氣候變化專門委員會（IPCC）在2001年提出警告，小島嶼國家將因氣候變化而承受相當大的經濟和社會後果。
一項針對居住於環礁社區居民所經歷的研究，發現這些人的文化身份與其居住土地密切相關。人權活動人士認為整個環礁國家的可能消失，以及由此導致的主權、自決、文化和原住民生活方式隨之不見，將無法經由經濟手段來作補償。一些研究人員建議於相關國際對話中的重點，應該從重新安置整個社區的方式，改而採用設法讓這些社區留存於原地的戰略。

### 農業與漁業
氣候變化會同時影響許多太平洋島嶼上的漁業和農業，而產生糧食安全的風險。海平面上升會導致島國沿海土地退化和土壤鹽化，沿海耕地喪失的風險隨之增加。一旦這些島嶼上有限的可用土壤受到鹽化之後，種植提供主食的太平洋麵包樹會變得非常困難。其中尤以馬紹爾群島和吉里巴斯等國家的農業和商業部門受到的影響最為嚴重。
此外，當地漁業也會受到海洋溫度升高和海洋酸化加劇的影響。許多魚類和其他海洋物種將會滅絕，或改變其棲息所在和活動範圍。此外，供水和紅樹林等當地生態系統也受到全球變暖的威脅。

### 對經濟的影響
小島嶼開發中國家或許可不用花費太多本身的財政和人力資本來進行減緩氣候變化的風險，因為許多此類國家可得到國際援助來應對嚴重風暴之類的災害。預計到2030年，氣候變化將導致全球有年均GDP0.5%的損失。在太平洋上的此類國家，預計到2030年的損失將會達到GDP的0.75-6.5%。預計到2025年，加勒比地區此類國家的損失將達到GDP的5%。如果沒適當的區域緩解戰略，預計到2100年的損失將上升到GDP的20%。 這些國家的旅遊業尤其會受到如熱帶氣旋和乾旱等極端天氣事件頻率增加的威脅。

### 公共衛生
氣候變化對小島嶼生態系統的影響會對公共衛生產生不利影響。在島國，海平面、氣溫和濕度的變化會增加蚊蟲及其媒介的疾病（如瘧疾和茲卡病毒）的流行。海平面上升、洪水及乾旱等惡劣天氣會導致農田喪失，淡水水源受到污染。洪水和海平面上升也直接威脅人口，在某些情況下可能威脅到整個島嶼的存在。

## 緩解與調適

### 搬遷與移民
大眾媒體已將氣候移民視為島嶼居民受海平面上升威脅而進行的一種可能調適策略。 一篇刊載於2015年《氣候變化》雙週刊的評論說各種描述往往是聳人聽聞，或並非完全正確，但移民畢竟仍是調適行動中的一種。長期以來人口移動一直是島嶼居民生活的一部分，但可與當地調適措施結合運用。

### 具有氣候韌性的經濟體
許多小島嶼開發中國家現已體認需要如加勒比共同體（CARICOM）所設定的氣候變化韌性施行計畫，轉向低碳、具有氣候韌性經濟的方向前進。通常小島嶼開發中國家嚴重依賴進口化石燃料，其GDP總值中有越來越多用於此類能源進口。可再生技術的優勢在於能在不增加氣候變化效應的情況下提供能源，讓這類國家往永續性之路發展。巴貝多已成功採用太陽能熱水器（SWH）。由智庫與政府相關聯盟組成的氣候與發展知識網絡於2012年發佈的一份報告，顯示此類SWH行業目前的安裝台數已超過50,000。自20世紀70年代開始，這些裝置已為消費者節省多達1.37億美元的能源成本。報告顯示巴貝多的經驗可很容易複製到其他化石燃料進口量大，且陽光充足的小島嶼開發中國家。

### 國際合作

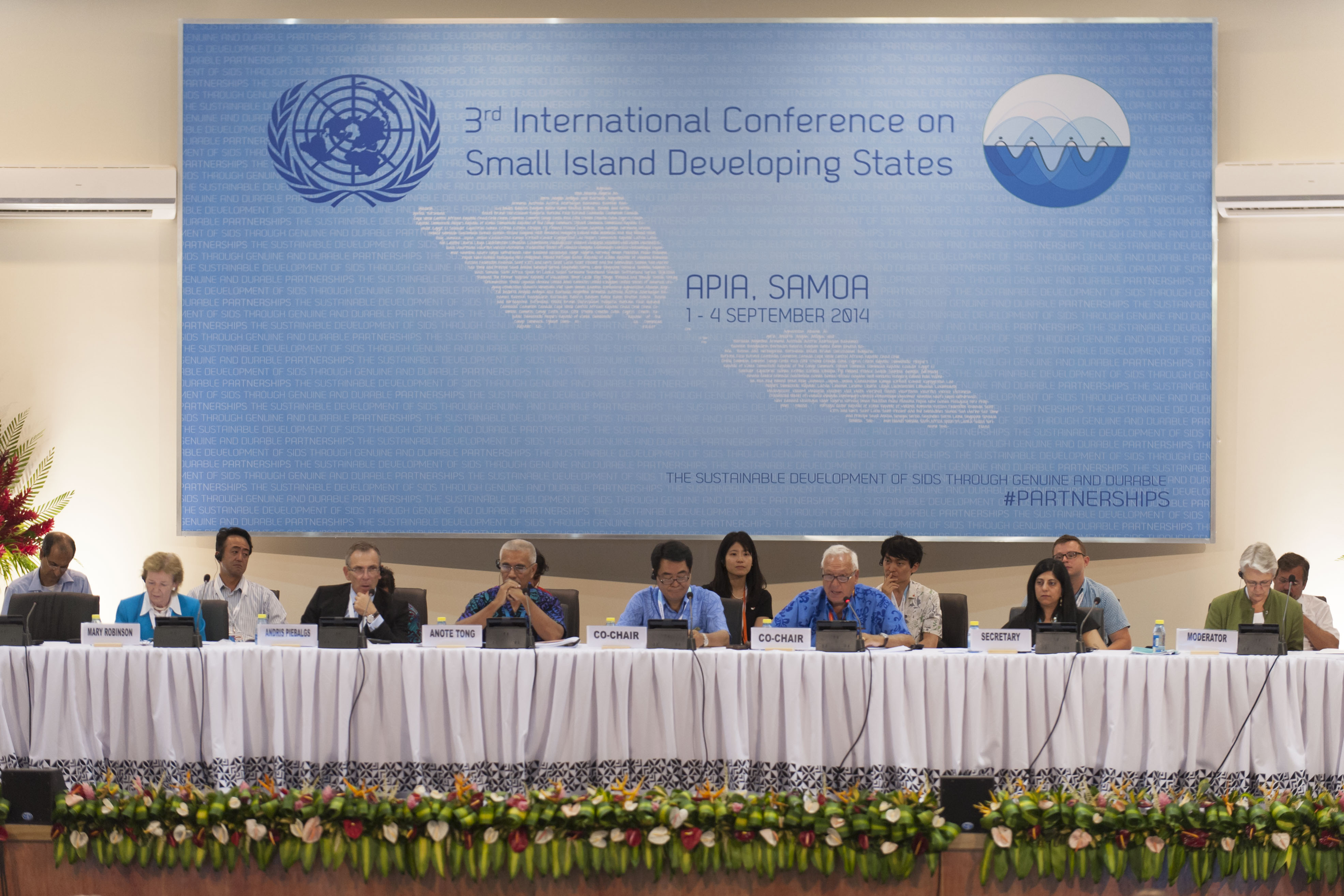
2014年9月1-4日期間，於薩摩亞舉行的小島嶼開發中國家會議。

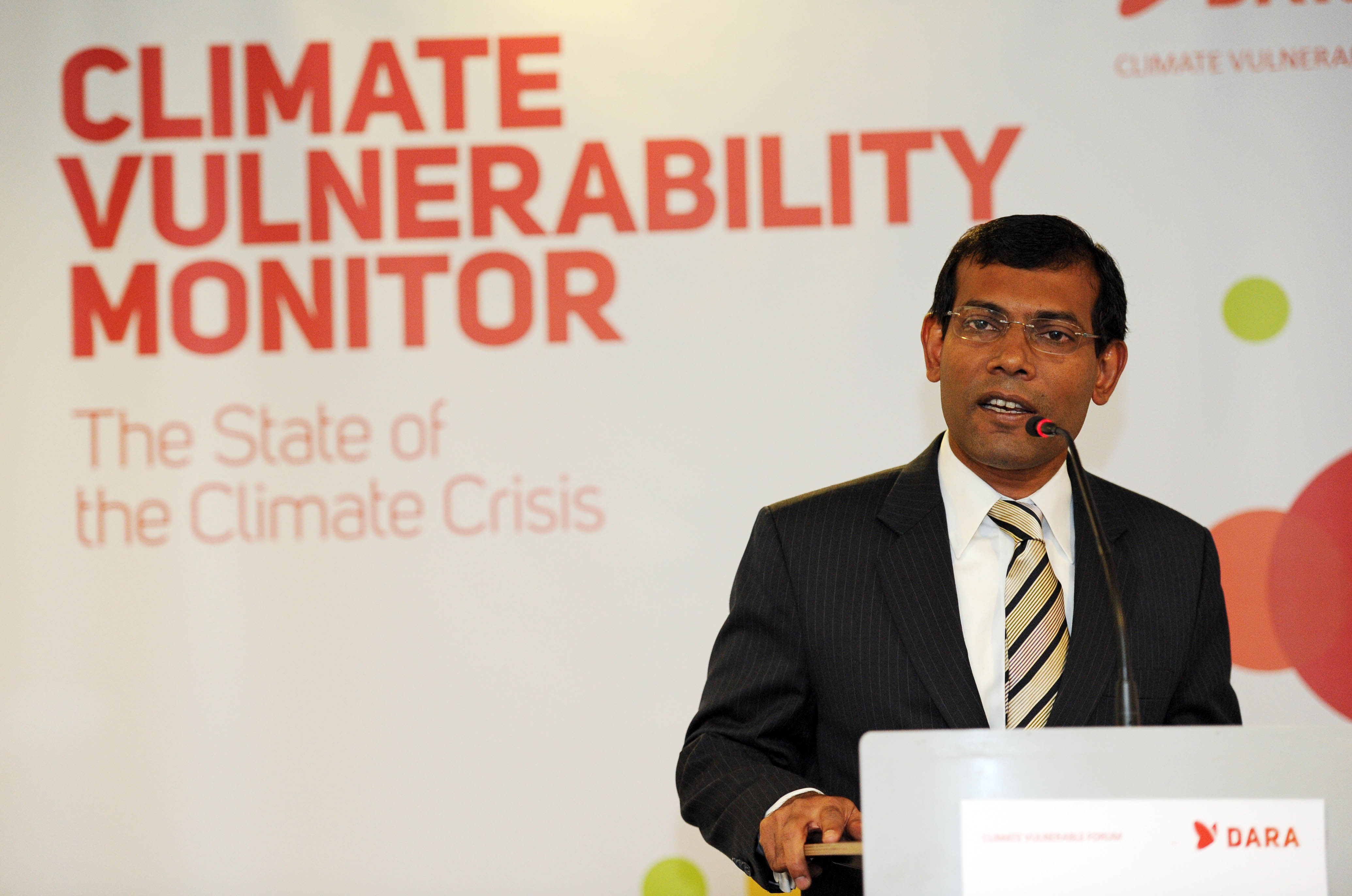
馬爾地夫總統穆罕默德·納希德於2010年啟動氣候脆弱性監測機制場合中發表談話。

一些島嶼國家的政府已將政治倡導著力在減緩及調適氣候變化的工作，將其作為外交政策和國際聯盟的重要組成部分。小島嶼國家聯盟（ASIS）在《聯合國氣候變遷綱要公約》中具有一定影響力。此聯盟的43個成員抱持將全球升溫限制在1.5°C的立場，並在2015年聯合國氣候變化大會上倡導此理念，對設定《巴黎協定》中的目標產生影響。馬紹爾群島總理湯尼·德布魯姆是會議上組建遠大目標聯盟的核心人物。太平洋島國論壇所舉辦的會議也談論同樣的議題。
馬爾地夫和吐瓦魯兩國在國際舞台上發揮尤其重要的作用。 吐瓦魯於2002年威脅要在國際法院起訴美國和澳大利亞兩國對氣候變化造成的結果，以及不參與核准《京都議定書》。馬爾地夫和吐瓦魯的政府與環境倡導網絡、非政府組織及媒體合作，提請人們關注氣候變化對兩國的威脅。吐瓦魯代表伊恩·弗萊於2009年聯合國氣候變化大會上帶頭停止談判，並要求達成一項具有全面性及有法律約束力的氣候協議。

## 不同國家和地區狀況

### 加勒比地區
本節摘自加勒比地區氣候變化。
加勒比地區的氣候變化給此區域島嶼帶來重大的風險。預計此地區的主要環境變化是海平面上升、更強的熱帶氣旋、更長的旱季和更短的雨季。因而預計氣候變化將導致加勒比地區的經濟、環境和人口發生變化。氣溫比工業化前水平上升2°C會讓巴哈馬發生極端熱帶氣旋攜帶大雨的可能性增加四到五倍，而古巴和多明尼加共和國則會增加三倍。在加勒比地區沿岸社區，其海拔低於3米（10英尺）的地區就會受到海平面上升的影響。預計在拉丁美洲和加勒比地區因此會有2,900到3,200萬人受到海平面上升的影響。而其中巴哈馬將會受到最大的影響，當地至少有80%土地的海拔低於10米。

### 東帝汶
東帝汶的農業和糧食安全受到氣候變化的威脅。海平面上升也威脅其沿海地區，包括首都狄力。

### 馬爾地夫
本節摘自馬爾地夫氣候變化。
馬爾地夫的氣候變化是個重大問題。該國由低窪島嶼和環礁群島組成，其中許多都受到海平面上升的威脅，一些預測顯示該國大部分地區將在21世紀內變得無法居住。該國正努力進行調適氣候變化的工作，馬爾地夫當局在國際倡導實施減緩氣候變化工作方面發揮有重要作用。

### 太平洋島嶼

#### 斐濟
本節摘自斐濟氣候變化。
斐濟的氣候變化對該國來說是一個異常急迫的問題 - 斐濟身為島國，特別容易受到海平面上升、海岸侵蝕和極端天氣的影響。再加上氣溫上升，將會導致該國的人民流離失所，並對國民經濟中的旅遊業、農業和漁業（三者為國家GDP的最大貢獻者）造成破壞，加劇貧困和糧食不安全。斐濟是《京都議定書》和《巴黎氣候協定》的締約方，希望到2050年能實現淨零排放，再加上制定國家政策，以協助減輕氣候變化的影響。
總部設於紐西蘭的非政府組織人權衡量倡議發現氣候危機導致斐濟的人權狀況惡化（最差為6分，斐濟在2021年的評分達到4.6分）。

#### 吉里巴斯

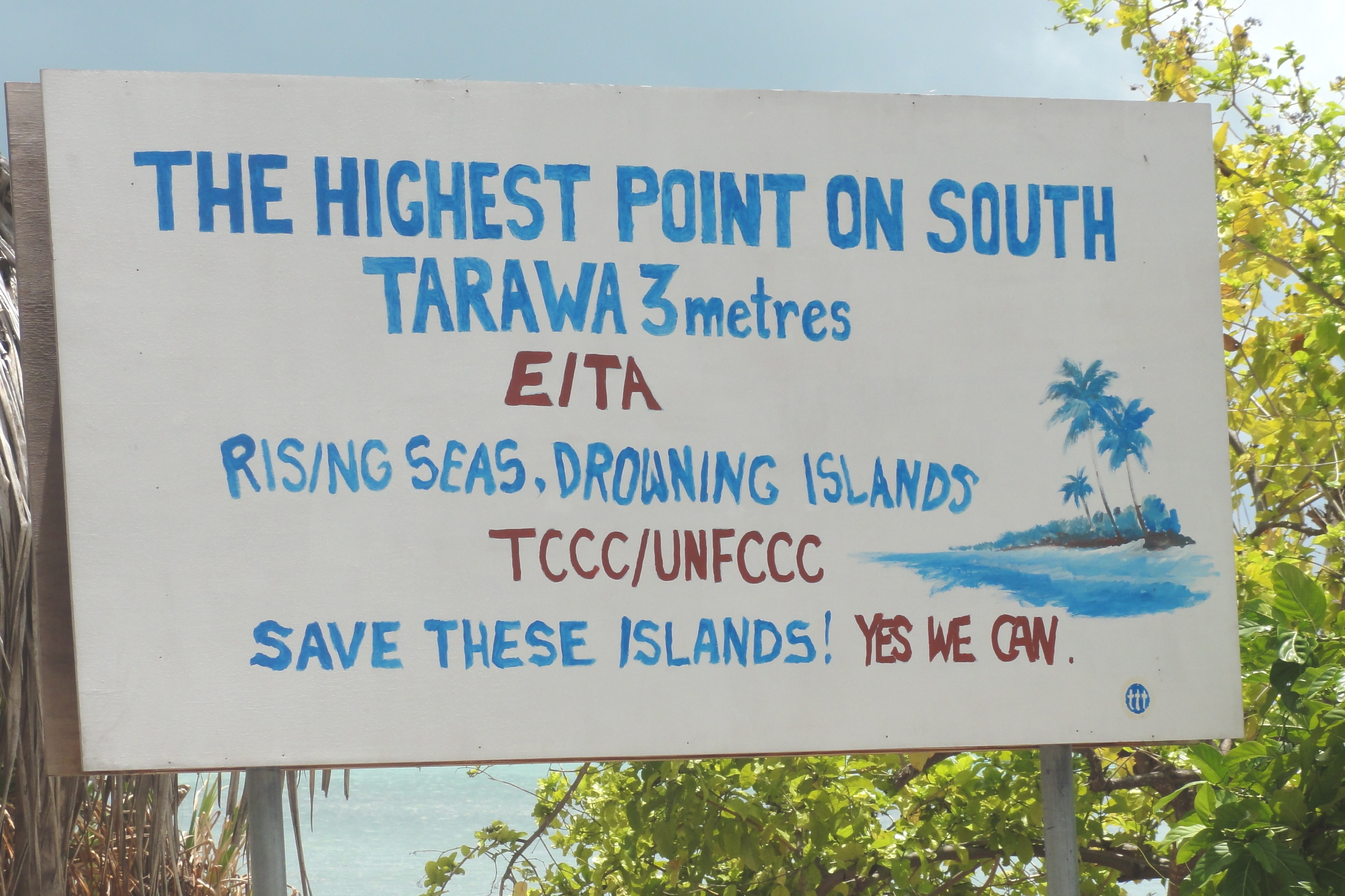
於吉里巴斯經濟中心的南塔拉瓦，告示牌上的文字顯示當地最高海拔僅有3米。

吉里巴斯的生存正受到海平面上升的威脅，該國每年都為此失去部分土地。由於面積縮小，許多島嶼目前已經，或是正在變得不適於居住。該國大部分人口僅能居住在少數幾個島嶼上，其中一半以上的居民居住在塔拉瓦環礁上（首都所在），而這已引發如人們居住空間過於擁擠的問題。塔拉瓦環礁中有兩個無人居住的小島特布阿塔拉瓦島和阿巴努埃亞島，已於1999年被海水淹沒。該國政府於2003年啟動吉里巴斯氣候調適計劃，以減輕該國在此的脆弱性。該國的淡水水源於2008年開始受到海水侵襲，促使總統湯安諾請求國際支援，並安排將人口遷移到別處。

#### 馬紹爾群島
本節摘自馬紹爾群島氣候變化。
馬紹爾群島的氣候變化是該國的一個主要問題。馬紹爾群島極易受到海平面上升和氣候變化的其他因素影響，與其他位於低窪島嶼的國家處境相同。位於環礁上的首都馬久羅尤其脆弱。這些威脅促使馬紹爾政治領導人將氣候變化作為一個關鍵的外交問題，並於2013年第44屆太平洋島國論壇峰會中發動《馬久羅宣言》等倡議，促使全球為氣候變化緩解與調適共同努力。
人權衡量倡議發現氣候危機導致馬紹爾群島的人權狀況大幅惡化（最差為6分，該國在2019年的評分達到5分）。人權專家報告說氣候危機對經濟產生負面影響，失業率上升，人們被迫搬遷到地勢較高的地區或移民到其他國家。

#### 帛琉
本節摘自帛琉環境#氣候。
帛琉政府十分擔憂氣候變化對該島國的影響。該國於2008年請求聯合國安理會考慮採取措施（包括支持強制限制溫室氣體排放決議），防止由氣候變化所導致的海平面上升。
總統小湯米·雷蒙傑索說：
帛琉由於氣候變化相關的天氣模式已失去至少三分之一的珊瑚礁。由於乾旱和極端漲潮，我們也喪失大部分的農業生產。這些損失並非僅為理論上、科學上的的數字表現，而是我國資源和生計的損失……對於整體島國而言，可能為時未晚。但對我國而言似已走到盡頭。我國的遭遇很可能預示的是你們，以及我們星球未來可見的結果。

#### 所羅門群島
所羅門群島於1947年至2014年間已有六個島嶼因海平面上升而消失，另外六個島嶼的面積則縮小20%至62% - 諾湯布島是其中人口最多的一個，曾住有25個家庭，到2011年已有11座房屋被沖入海中。
人權衡量倡議發現氣候危機把所羅門群島的人權狀況大幅降低（最差為6分，該國在2021年的評分達到5分）。人權專家指出氣候危機導致社區衝突、社會經濟前景負向以及糧食不安全。

#### 吐瓦魯

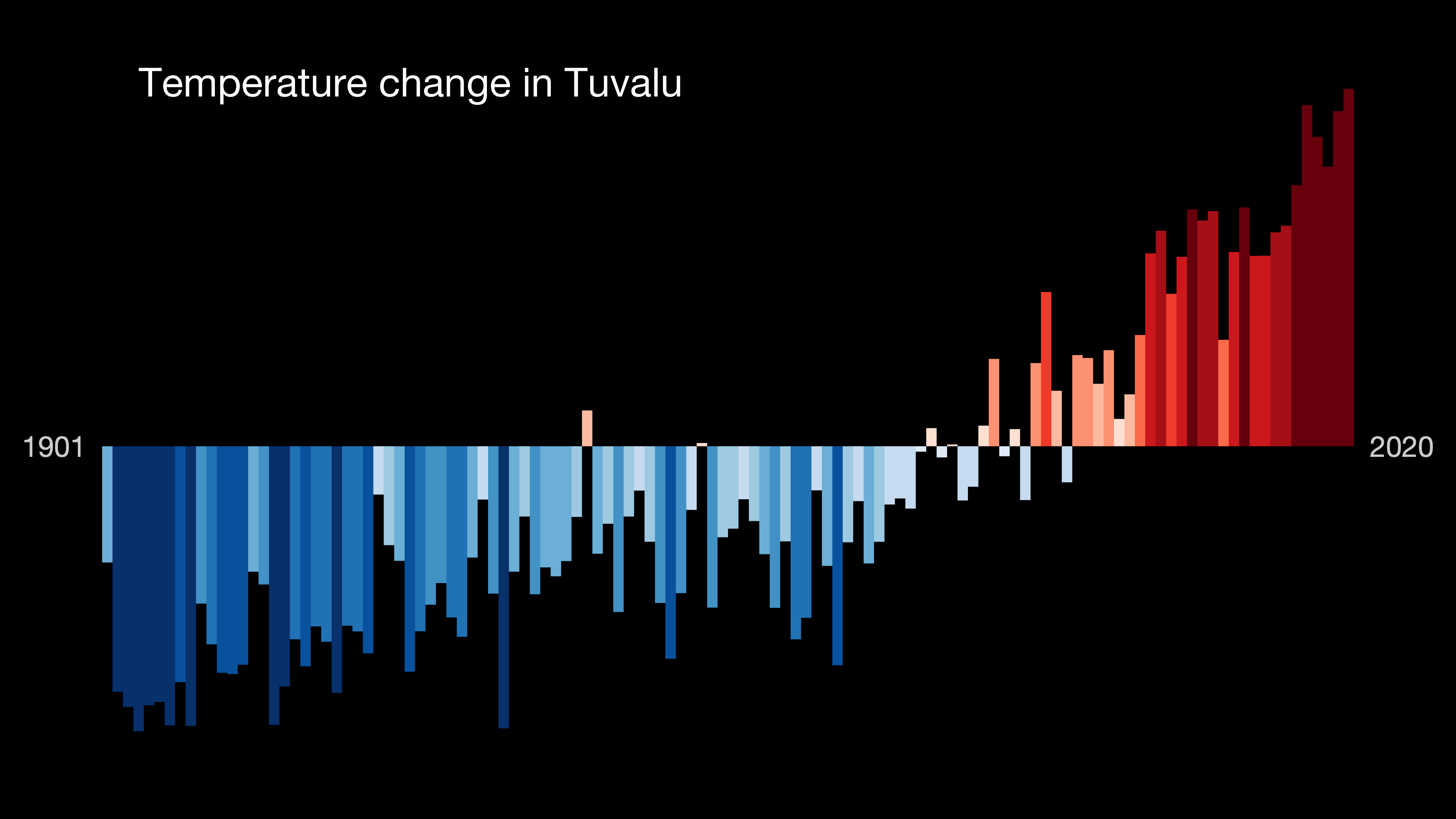
吐瓦魯於公元1901年到2020年期間的氣溫變化狀況。

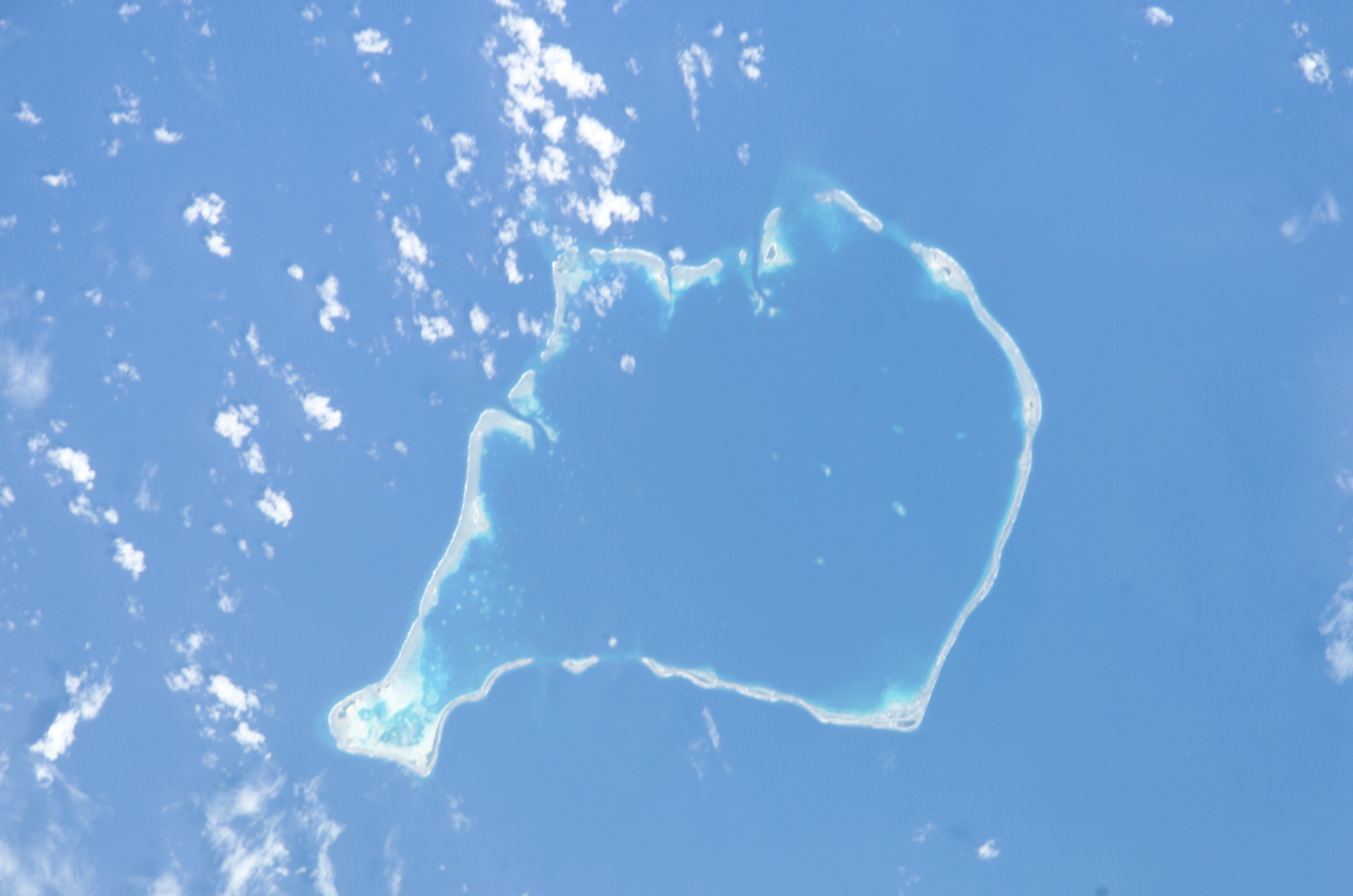
吐瓦魯首都富納富提（環礁，於2016年人口約6千多）的衛星圖像。

吐瓦魯是個位於太平洋的波利尼西亞人組成的小島嶼國家。大約位於夏威夷和澳大利亞中間的位置，共有九個小島，其中五個是珊瑚環礁，另外四個是從海床升起的陸地。所有島嶼均地勢低窪，該國的最高海拔為4.5米。 估計該國海平面上升幅度為每年1.2 ± 0.8毫米。 此外，該國本已危險的最高潮汐正變得更高，造成更大的風險。吐瓦魯為應對海平面上升除推動聯合國採取更多行動應對氣候變化之外，也在考慮將人民重新安置的計劃。

#### 聖多美普林西比

圖表，顯示自19世紀末起全球（藍色）與加勒比地區（紅色）的氣溫變化趨勢。

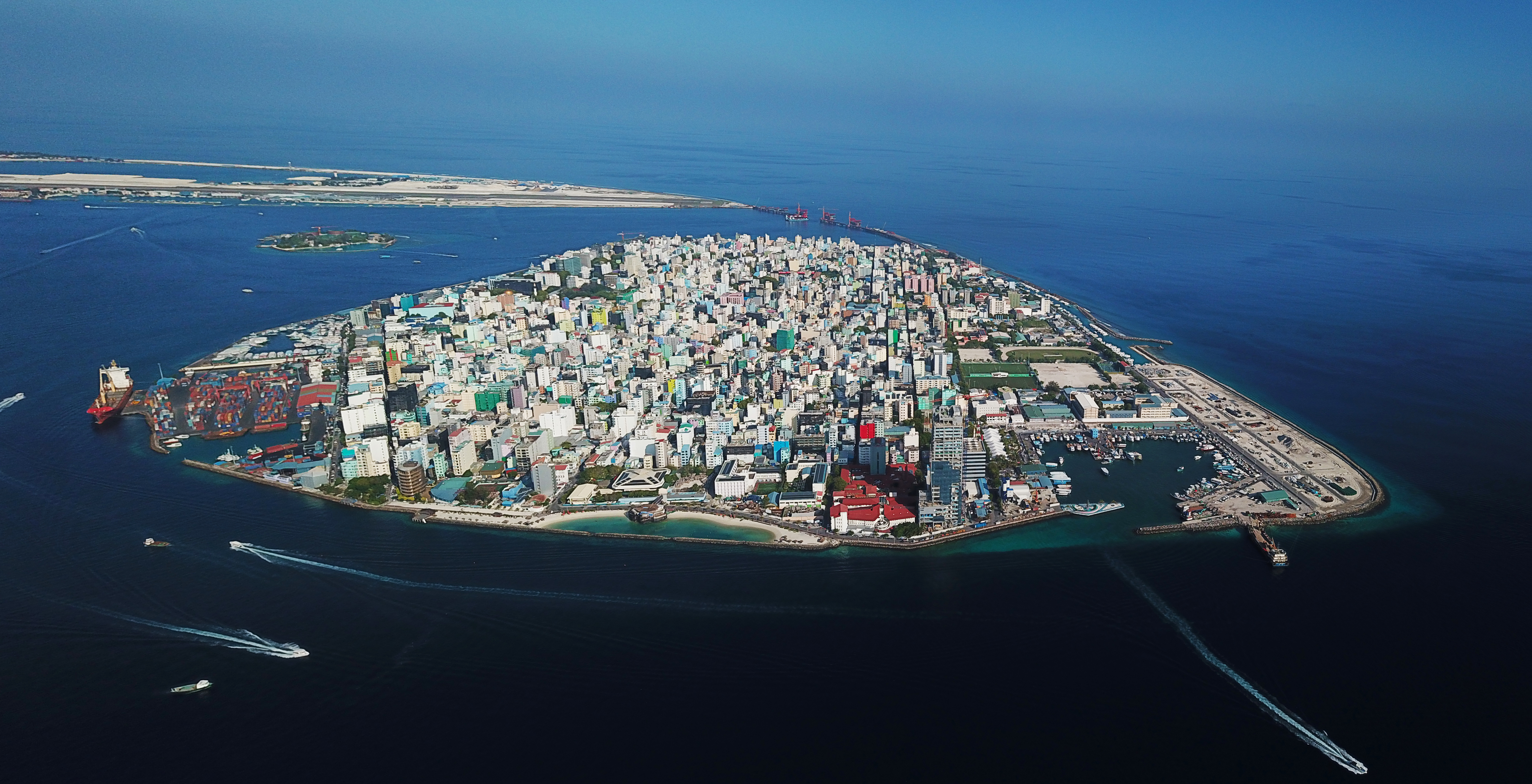
馬爾地夫正努力進行調適氣候變化的工作，其中一項是在首都馬律四周建立海堤。

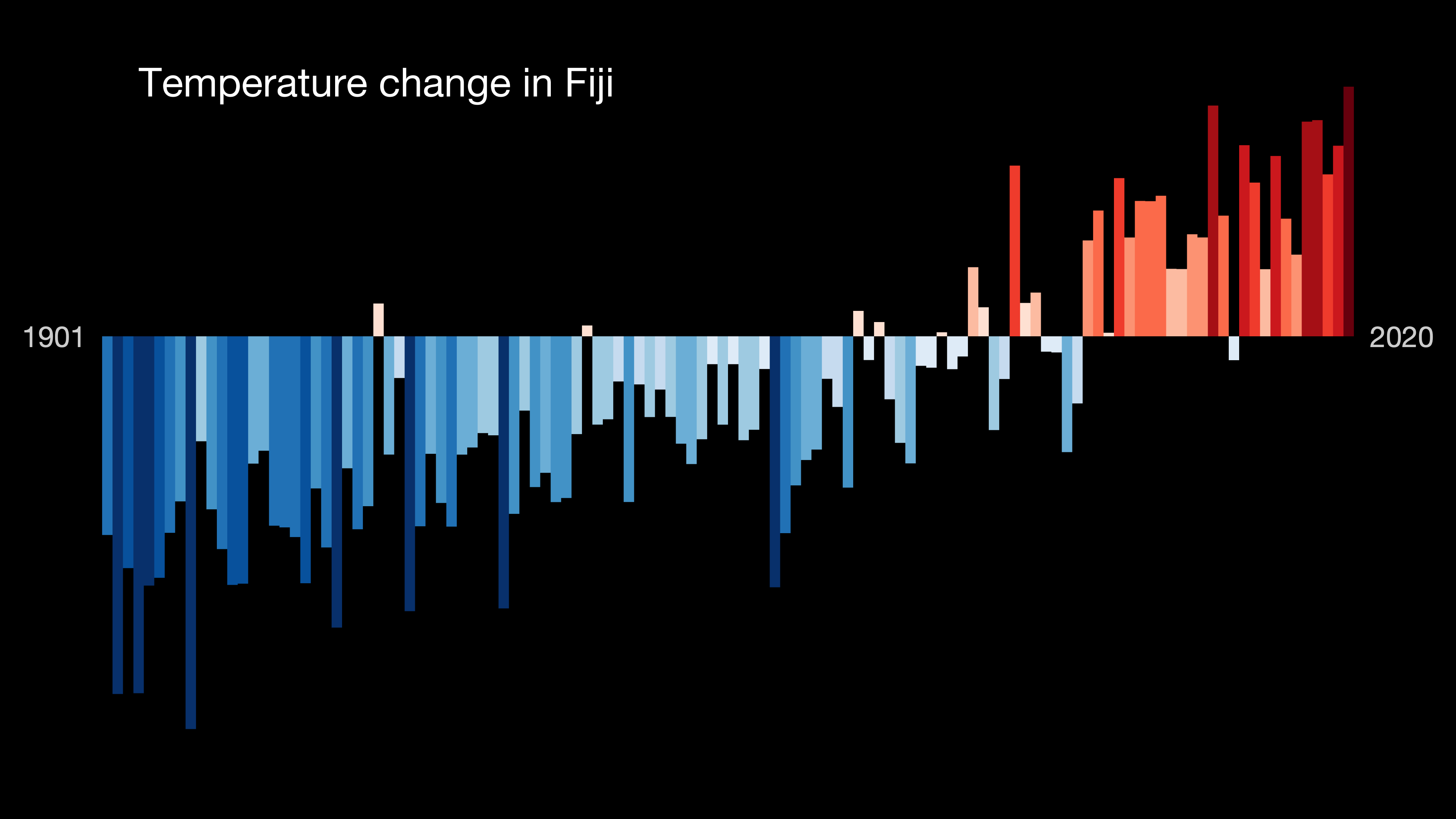
斐濟於公元1901年到2020年期間的氣溫變化狀況。

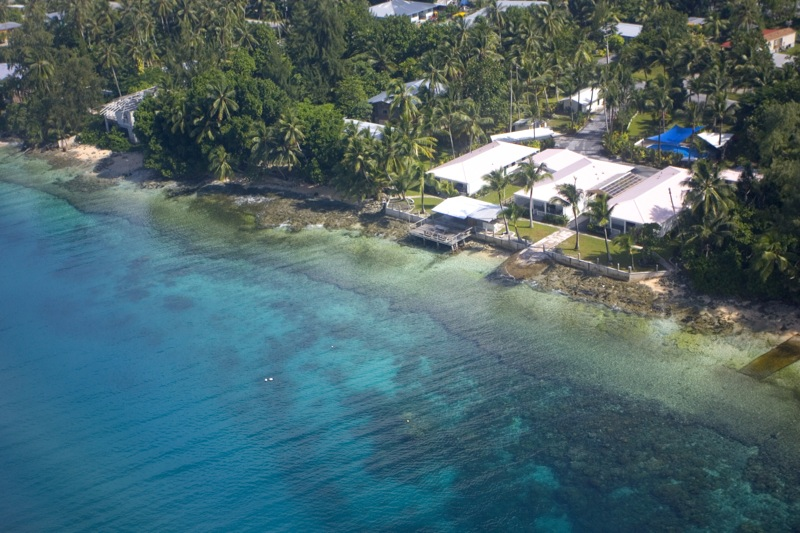
馬紹爾群島首都馬久羅一景。

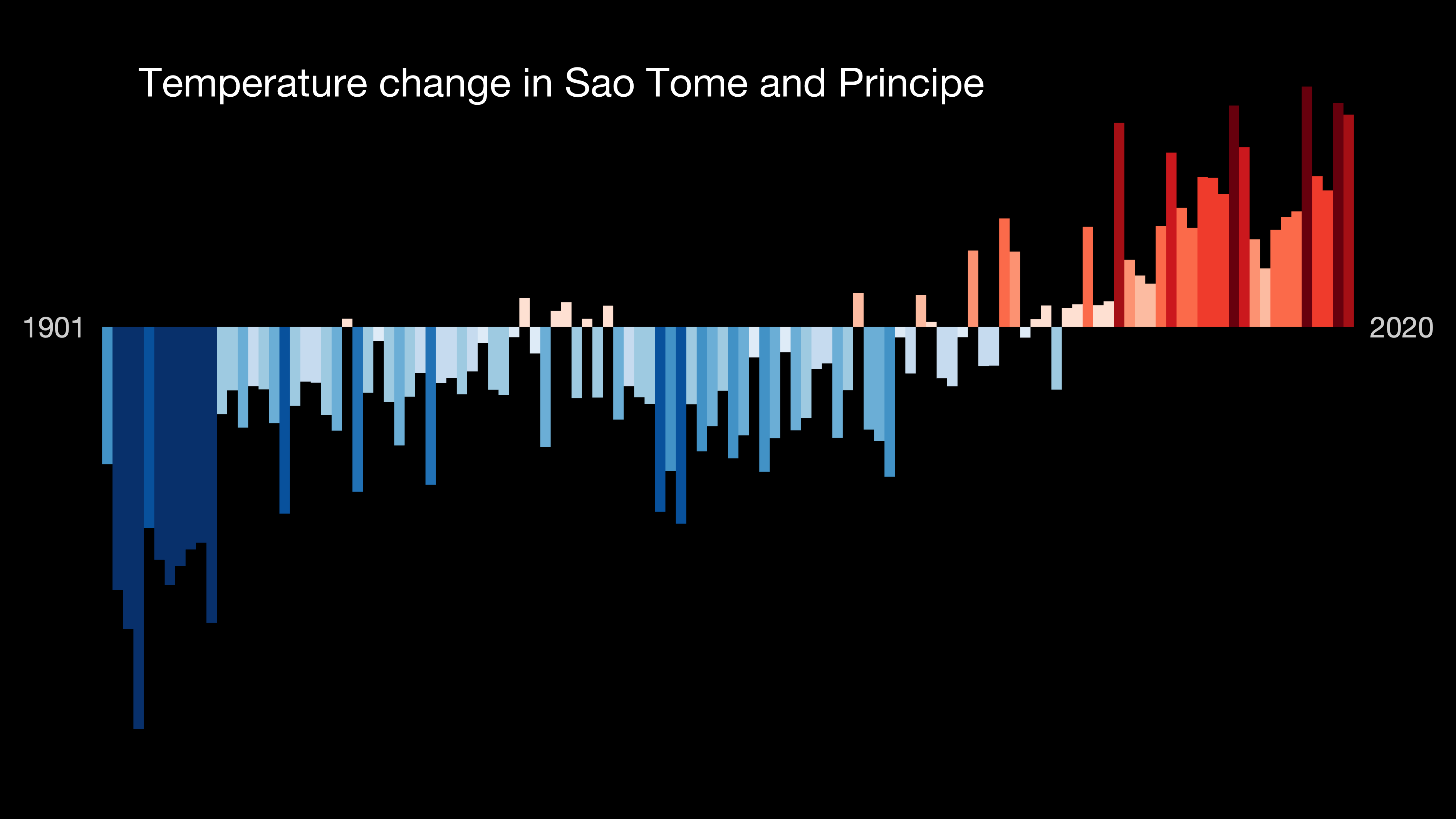
聖多美普林西比於公元1901年到2020年期間的氣溫變化狀況。

本節摘自聖多美普林西比地理#Climate change。
聖多美普林西比於1950年至2010年期間因氣候變化，年平均氣溫已上升1.5°C。該國被認為極具氣候變化脆弱性。氣候變化將導致該國溫暖的晝夜日數增加、氣溫升高和降水增加。海平面上升和海水入侵將成為該國島嶼的主要問題，氣候變化將對該國的農業產生重大影響。該國政府在聯合國環境署支持下，於2022年開始制定國家氣候調適計劃，並付諸實施。

#### 塞席爾
塞席爾到2000年初就明顯可見到氣候變化在降水、氣溫和海面溫度的影響。該國的珊瑚礁生態系統受到威脅 - 於1999年發生乾旱、1998年發生大規模白化事件。預計水資源將會受到嚴重影響。

#### 新加坡
本節摘自新加坡地理§Climate change initiatives。
身為島國的新加坡已意識到在未來幾十年的氣候變化將會對其產生重大影響。因而採取三管齊下的做法來解決此問題 - 研究如何受到影響的細節、實施緩解措施以及為即將來臨的變化作調適。並設立新加坡氣候研究中心（Centre for Climate Research Singapore，CCRS）以進行研究工作。

## 進一步閱讀
- Thomas, Adelle; Baptiste, April; Martyr-Koller, Rosanne; Pringle, Patrick; Rhiney, Kevon. . Annual Review of Environment and Resources. 2020-10-17, 45 (1): 1–27. ISSN 1543-5938. doi:10.1146/annurev-environ-012320-083355  （英语）.
- Betzold, Carola. . Climatic Change. 2015-12-01, 133 (3): 481–489. Bibcode:2015ClCh..133..481B. ISSN 1573-1480. S2CID 153937782. doi:10.1007/s10584-015-1408-0 （英语）.

## 外部連結
- Small Islands - IPCC （页面存档备份，存于）